# Miriam Stockley
Miriam Arlene Stockley (sinh ngày 15 tháng 4 năm 1962) là một ca sĩ và nhà soạn nhạc người Nam Phi. Cô sinh ra ở Johannesburg, Nam Phi. Phong cách thanh nhạc đặc biệt của cô đã đạt được sự ca ngợi quốc tế khi Karl Jenkins cho ra mắt dự án Adiemus có tên là Adiemus: Songs of Sanctuary, với Stockley là ca sĩ chính.

## Cuộc đời
Năm 11 tuổi, Stockley và chị gái Avril đã thành lập nhóm Stockley Sisters và đã tạo ra một hit với bản cover lại bài "Venus" của Shocking Blue vào năm 1976  trên Top 30 của Nam Phi, mười năm trước phiên bản của Bananarama. Sau này, cô chuyển đến London, Anh để tiếp tục theo đuổi sự nghiệp âm nhạc của mình. Ở đó, cô đã đóng góp giọng hát của mình trong một số album và quảng cáo truyền hình.

## Sự nghiệp
Trong những năm cuối thập niên 1980 và đầu những năm 1990, Stockley đã làm ca sĩ cho các nhạc sĩ và nhà sản xuất ở Anh, có tên là Aitken và Waterman, và cô cũng tham gia vào các ca khúc của Kylie Minogue, Jason Donovan và Sonia. 
Năm 1991, Stockley trở thành một phần của nhóm nhảy Praise và tạo ra single "Only You" đạt vị trí thứ 4 trên bảng xếp hạng Anh(UK Singles Chart). Một năm sau, ban nhạc, với Stockley hát chính, phát hành đĩa đơn thứ hai, "Dream On". Đĩa đơn này đã không thành công giống như đĩa đơn trước đó của họ. Năm 1995, cô làm việc với Karl Jenkins với tư cách là ca sĩ trong bản phát hành Adiemus đầu tiên của mình, cô cũng đã được quảng cáo rộng rãi trên truyền hình và sau đó phát hành album Pure Moods.
Stockley đã đóng góp cho một số nhạc phim, trong đó có Chúa tể của những chiếc nhẫn: The Fellowship of the Ring, One Night Stand và The 10th Kingdom. Bài hát của cô, "Perfect Day", được viết bởi Colin Towns và còn được gọi là "Theme for the Lake District", là bài hát chủ đề cho chương trình dành cho trẻ em của BBC có tên là The World of Peter Rabbit and Friends, trình chiếu từ 1992 đến 1995. Cô cũng xuất hiện như một ca sĩ trên một số chương trình của BBC, đáng chú ý nhất là Look and Read.
Năm 2004, Yamaha phát hành phần mềm Vocaloid cho phép mọi người tổng hợp giọng hát nền. Một trong ba giọng hát có sẵn từ phòng thu Zero-G được phát hành cho phiên bản đầu tiên của phần mềm là dựa trên những bản thu âm được ghi lại của Stockey.

## Đời tư
Stockley kết hôn với Rod Houison, và cặp đôi này sống ở Orlando, Florida. Họ có hai con, Carly Houison và Leigh Brandon Houison.